# Zlatko Krmpotić (fudbaler, 1986)
Zlatko Krmpotić (Beograd, 13. februar 1986) srpski je fudbalski trener i bivši fudbaler. Igrao je u veznom redu.

## Karijera
Prošao je mlađe kategorije Crvene Zvezde, a seniorsku karijeru započeo u istom timu. Nastupio je na prijateljskom susretu s Gomionicom, iz Bronzanog Majdana, koja je odigrana u maju 2004. godine. Nakon toga je igrao u Radničkom iz Obrenovca, a u Dinamu iz Vranja bio je kada se klub plasirao u Prvu ligu Srbije. U sezoni 2006/07. bio je u sastavu Voždovca za Superligu Srbije. Kasnije je igrao za rumunski CSM Resit, a karijeru je okončao u Hajduku iz Divoša.
Trenersku karijeru je započeo u Crvenoj Zvezdi kao pomoćnik Vladanu Milojeviću, kada su osvojili omladinsku ligu Srbije sa generacijom 1992. godišta. Kasnije je samostalno vodio 2003. godište Crvene zvezde, sa kojim je osvojio prvo mesto. U oktobru 2013. preuzeo je 2000. godište OFK Beograda, čiji je prvi tim u to vreme vodio Zlatko Krmpotić stariji. Nekoliko godina proveo je kao trener u mlađim kategorijama beogradskog Sindjelića. Takođe, tokom takmičarske 2019/20. u Prvoj ligi Srbije, kao trener omladinaca, priključen je stručnom štabu prvog tima tog kluba.
Od 2020. godine je u Zvijezdi 09 iz etno sela Stanišić gde je najpre obavljao funkciju direktora omladinske škole. Nedugo zatim preuzeo je i ulogu trenera juniorske ekipe, sa kojom je po okončanju takmičarske 2020/21. stigao do finala Omladinskog kupa BIH gde je klub poražen od Zrinjskog iz Mostara (1:0). Krmpotić je na kraju ove sezone osvojio titulu prvaka Omladinske Premijer lige BIH.
U julu 2021. godine Krmpotić je preuzeo mesto šefa stručnog štaba prvog tima Zvijezde 09, koja se takmiči u Prvoj ligi Republike Srpske. Omladinsku ekipu nastavio je da vodi u UEFA ligi mladih. U oktobru 2022. postao je šef stručng štaba beogradskog Sinđelića.

## Trofeji, nagrade i priznanja
Zvijezda 09
- Omladinska Premijer liga BIH : 2020/21.[18]

OFK Beograd
- Prva omladinska liga Beograda : 2023/24.[19]

## Literatura
- Vukosavljević, Saša (2022). Naša Zvezda i ja, 6.000 plus. ISBN 978-86-900942-8-8.  81569033

## Spoljašnje veze
- Zlatko Krmpotić на веб-сајту Transfermarkt (језик: енглески) → trener
- Zlatko Krmpotić — профил тренера на сајту Soccerway (језик: енглески)
- Zlatko Krmpotić на веб-сајту WorldFootball.net (језик: енглески)